# Mathieu Bihet
Mathieu Bihet, né le 7 juillet 1991 à Liège, est un avocat et homme politique belge, membre du Mouvement réformateur (MR). Il est député à la Chambre des représentants et, depuis le 3 février 2025, ministre de l'Énergie à l'échelon fédéral belge dans le gouvernement De Wever.

## Biographie
Mathieu Bihet a fait des études de droit à l'Université de Liège et plus particulièrement en droit public, administratif et constitutionnel. En 2012, alors qu'il est encore étudiant, il devient conseiller de l'action sociale à Neupré après la démission d'un élu local. Le 3 décembre 2012, il est élu conseiller communal de Neupré.
Ayant obtenu son diplôme de juriste, il intègre pendant un an le cabinet d'avocat LMK Conseil à Liège. Il poursuit sa carrière professionnelle au sein du Mouvement réformateur. Il y gravit les échelons jusqu'à devenir en 2015, à la suite de la démission de Lora Nivesse, président des jeunes MR. Depuis mars 2021, il est également président de l'ASBL Jeunes et Libres. Après un bref passage par le Parlement fédéral en tant que député durant la crise du Covid, il devient délégué général du MR en novembre 2020.

### Échelle locale
En 2017, une coalition MR-PS permet à ces deux partis de prendre la majorité au sein du conseil municipal de Neupré, entrainant ainsi la redistribution des échevinats. C'est ainsi que Mathieu Bihet est nommé échevin de l'Urbanisme et de l'Aménagement du territoire.
Lors des élections communales de 2018, il obtient le deuxième meilleur score sur la liste du MR à Neupré et devient échevin de l'Urbanisme et de l'Aménagement du territoire.
À l'issue des élections communales de 2024, Mathieu Bihet est nommé premier échevin chargé de l'Urbanisme et de l'Aménagement du territoire après avoir obtenu le deuxième meilleur score de la liste MR

### Niveau fédéral
Lors des élections fédérales de 2019, Mathieu Bihet figure sur la liste MR menée par Daniel Bacquelaine dans l'arrondissement électoral de Liège en tant que premier suppléant. Durant la crise sanitaire liée à la pandémie de Covid-19 et la constitution d'un gouvernement d'urgence, il prête serment en tant que député fédéral, remplaçant Daniel Bacquelaine qui est alors nommé ministre. Après la formation du gouvernement effectif, il rend son mandat à son prédecesseur.
Cependant, à la suite de la démission de Katrin Jadin en 2022 qui choisit de postuler à la Cour constitutionnelle, Mathieu Bihet retrouve son siège de député fédéral.
Lors des élections fédérales du 9 juin 2024, il est à nouveau premier suppléant sur la liste MR menée par Pierre-Yves Jeholet dans l'arrondissement électoral de Liège. Il est élu et remplace à partir de 18 juillet 2024 Pierre-Yves Jeholet, devenue ministre wallon.
Le 3 février 2025, Mathieu Bihet est nommé ministre de l'Énergie au sein du gouvernement De Wever. Il est remplacé au parlement par Victoria Vandeberg, bourgmestre de Jalhay.